# 新會區歷史
新会歷史可以追溯到五千多年前当地的新石器文化。公元222年，孫權在今司前鎮河村附近為治所设平夷縣，新会有文字记载的历史由此开始。从南朝的馮業南渡新会到宋末的罗贵南迁，新会在中原汉人历次移民潮的长期推动下逐渐繁荣起来。“新会”之名始于東晉元熙二年（420年）。而新会的古称“冈州”就来源于唐代新会县为冈州州治所在。1279年南宋灭亡前夕，新会成为南宋最后的行都所在地。到了明代，新会进入了一个经济文化的黄金时期，位列广东三大城市之一。清末，新会进入了又一个黄金时期，随着1904年江门开埠，以及之后新宁铁路通车，新会成为四邑交通枢纽。1908年2月19日，孫中山和陳宜禧在新宁铁路牛灣火車站會面。1939年到1945年抗日戰爭时期，新会饱受战火摧残。1949年10月24日，中国人民解放军占领新会城。改革开放以后，新会经济发展迅速。

## 远古至汉代
在距今五千多年前的新石器時代，新会地区是珠江口上的一個海湾，之后因西江、潭江泥沙长期淤积，逐渐成陆。此時就有人類活動。近幾十年，在新会發現了多處新石器時代的古人生活遺址，包括有都会贝丘遺址、梅阁炮台山沙丘遗址等，挖掘出一批有拍印纹饰的陶器碎片、粗陶器等文物。距今3000多年商周時期的古井镇象边山遺址出土的代表权力象征的礼器“璋”和“璜”反映了當時的新会地區已形成一个规模不小的“古国”。
公元前214年，秦始皇平定嶺南地區的百越之地後，新会屬南海郡番禺縣管轄。秦末天下大乱，趙佗創立南越國，新会屬南越國領地。西汉元鼎六年（前111年），漢武帝滅亡南越國，新会复为交州南海郡番禺縣轄地。

## 魏晋南北朝
三国吳黃武元年(222年)，官府在今司前镇河村乡附近為治所置平夷縣，以讨平夷族为名，意为对当地以土著居民为主的人口实行镇抚，這是新会設立行政區劃的開始。
西晉滅亡东吳統一中國后，於太康元年（280年），改平夷縣為新夷縣。东晉末，析番禺縣地在新夷縣东面增置盆允县，属南海郡。又在新夷縣西面增置封平县，属新宁郡。由於新会的土壤適合葵樹生長，種葵及製作葵扇也逐漸發展起來。據《晋书·谢安传》记载：「鄉人有罷中宿縣者，還詣安。安問其歸資，答曰：「有蒲葵扇五萬。」安乃取其中者捉之，京師士庶競市，價增數倍。」当时新会尚未置郡，但所生产的蒲葵扇已經由陸路从中宿，输往江左一带銷售。
东晋元熙二年（420年），晉恭帝分南海、新宁两郡之地置新会郡，领有盆允、封平、新夷三县，以盆允县为郡治，新会之名自此始，并沿用至今。
宋元嘉十三年（436年），北燕昭成皇帝馮弘之子馮業率领三百人从高句麗乘船渡海到此，被宋文帝封为怀化侯新会太守，成为冯姓入粤始祖，為有史可考最早到新会的移民活動。至元嘉廿七年（450年）的新会郡境域，北枕皂幕，南达南海，西包珠環，东含澳门，面积约8419平方公里，地域甚为辽阔。
隋開皇十年（590年），隋文帝廢新会郡，將盆允、永昌、新建、熙潭、化召、懷集六縣合併为新会县。以原新会郡治盆允为新会县治，是为新会立县之始。又将新夷併入义宁；始康併入封平，因境内有封水，置封州。翌年改称允州。開皇十三年又改为岡州，州治在今開平古州墟。大業元年废冈州，将封乐併入新会；封平併入义宁。至此，南朝宋时新会郡下辖十二县省为两县，改属广州南海郡。
唐武德四年（621年）平定蕭銑后重置岡州，州治盆允城。武德八年，由於新会盛產海鹽，官府開始在西南沿海一带設立了冈州盐场，至宋朝发展到六个盐场。另外，在古井官冲崖山附近的碗山窯址挖掘出四千多件陶器和青瓷器，说明了唐代新会燒瓷業非常发达。官府採取开放政策，鼓励对外出口贸易，新会是外国商船進出当时的國際商埠廣州必經之路，因此碗山官窯的瓷器亦由此路源源不绝运往外国销售。当时新会的贸易已经非常兴旺，市务税钱达4088贯，仅次於增城县和扶胥镇，成为岭南第三商埠。貞觀十三年（639年）廢岡州又復置，州治移治於今新會城。神龍元年（705年），佛僧一行来到新会境內的五马归槽山种茶，观天象，绘星图，並在圭峰山上弘扬佛法，后来在此地建玉台寺，日后更成為岭南四大名刹之一。開元廿三年（735年）岡州再廢，并移新會縣治至岡州故治，乾元元年（758年）再置岡州，貞元廿一年（805年）再廢岡州不復置。乾符七年（879年），黄巢軍攻陷廣州城并屠城，大批新会人逃往南洋一带避难，為新会有史可考最早到外国的移民活動。

### 五代宋元時期

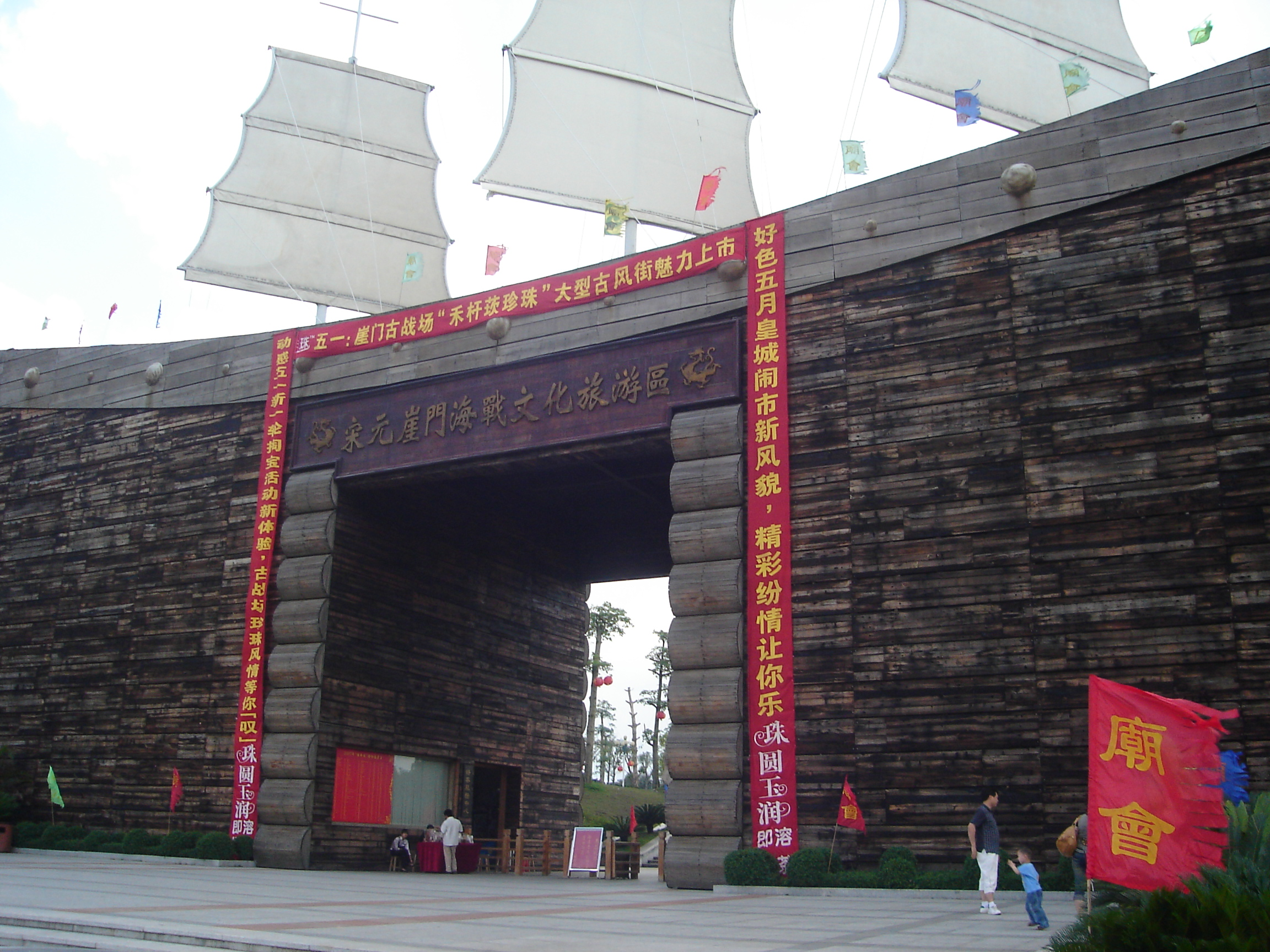
新会崖门海战遗址

后梁乾化三年（913年），張九齡十三世孙张喾从南雄敬宗巷入赘迁来新会，子孙在新会繁衍出荣、华、昌三个支派。宋紹聖四年（1097年），蘇东坡被貶至儋州，途经新会时，在金溪山的宝积院亲自种下一棵荔枝树，名曰“东坡荔”。北宋末年，都会人黄道娘发明手工织布机，教授纺织技术，比松江的黄道婆早百多年。宋高宗时，朝议大夫马持国由临安南渡入粤，在金紫街定居，成为岭南马姓始祖。咸淳九年，因苏妃之乱，罗贵带领35姓共97家人从南雄珠玑巷南逃至新会，奠定今天新会姓氏宗族的分佈。祥兴元年，宋帝昺在元軍的追殺下逃到新会，最后在崖山海戰一役中被元军击败，丞相陆秀夫抱趙昺投海殉国，南宋灭亡。
元灭宋之后，採取高压政策统治百姓，抗元复宋的起义不断爆发，至元二十年，原南宋琼州知州林获次子林桂芳与宋宗室后裔趙良骢兄弟在泷水县罗旁起义，抗元复宋。号称罗平国，改元延康。不久被元军镇压，林桂芳等人被杀，起义失败。

### 明清时期

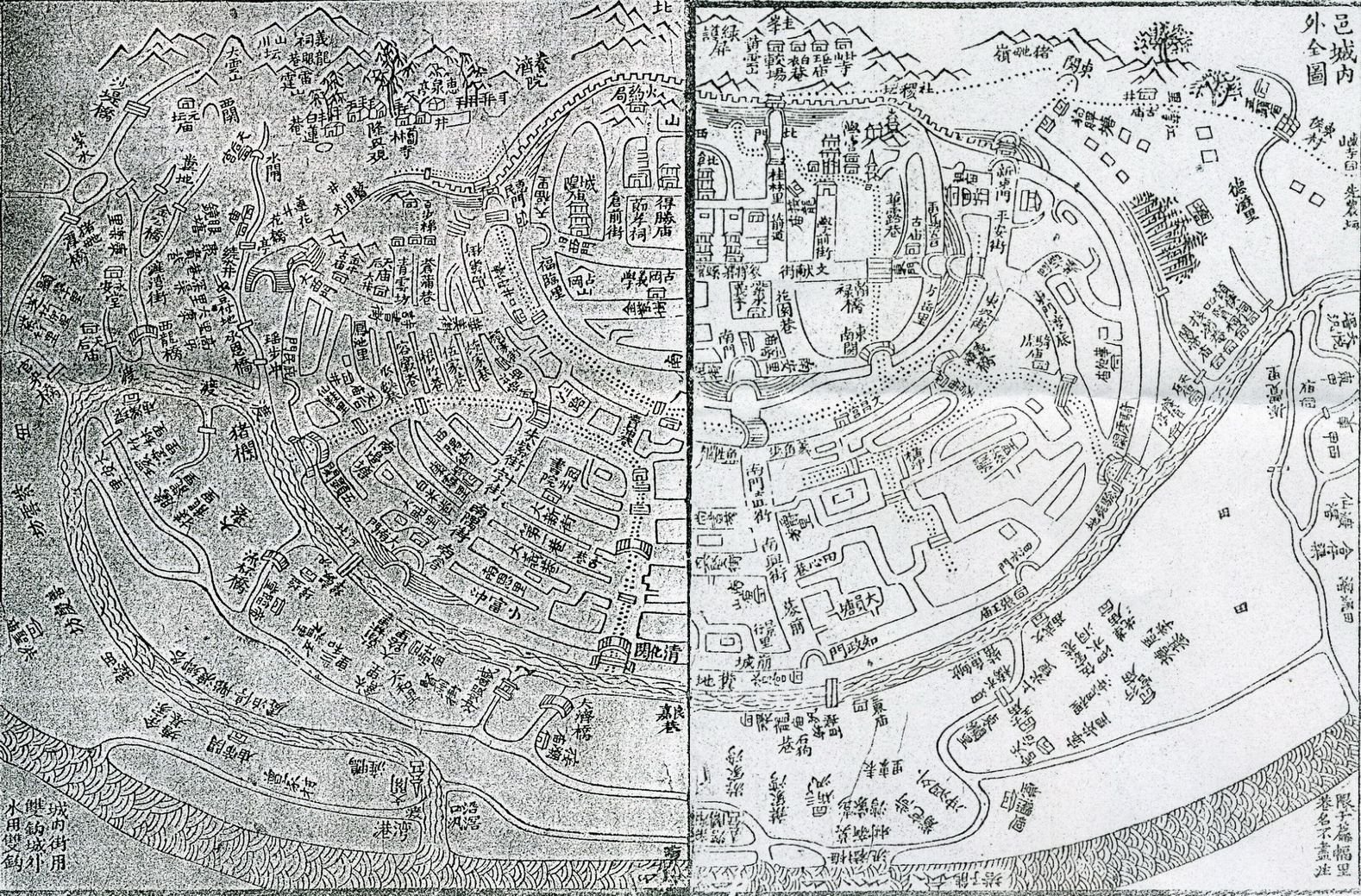
道光廿一年时的新会城池图

明洪武元年（1368年）六月，朱元璋派征南将军廖永忠捕杀久据新会的农民起义领袖黄斌，正式将新会纳入明朝的版图。洪武二十四年，新会開始圍築縣城，縣城西起犀山东至马山，周長六百六十丈，县衙建於城內。至萬曆年间，城池修筑至会城河边，周長約五公里，新会城成为了广东第三大城，仅次於广州城和潮州城。嘉靖元年（1522年），佛朗機人別都盧及疏世利率領五艘船入侵新會，明廷派右都御史总督两广军务張嵿应戰，史稱西草灣之戰，此戰從西草灣海面一直打到了哨州海面，最後明軍大獲全勝。万历二十六年（1598年），西班牙驻菲律宾总督德鲁（Framcisfode Tello）派萨穆迪奥（DonJuan de Samudio）在虎跳门河岸设立据点，不久被官府派兵驱赶。崇禎七年（1634年）六月，荷蘭東印度公司海盜劉香，入寇新会掠劫。两广总督熊文灿招抚不果，调郑芝龙军队歼灭之。

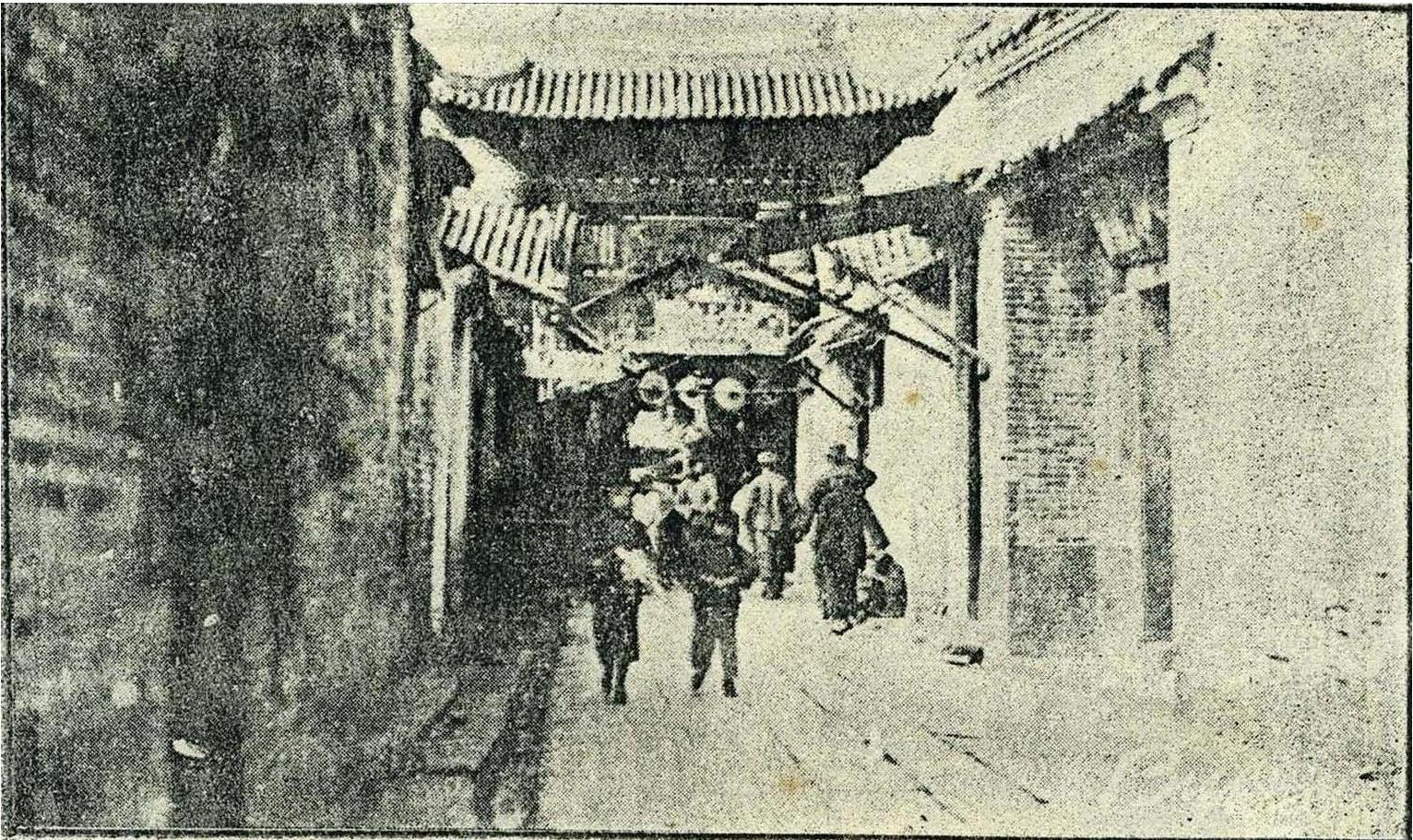
清宣统年间新会城内的募前街

崇禎末年（1644年），明朝被李自成所滅後，新会仍為南明的管轄範圍。至紹武元年（清顺治三年，1646年）十二月十五，清朝將領李成棟帶軍攻陷廣州，并委派林凤翱为知县，将新会納入清朝領土。然而，永曆二年1648年四月十五，李成棟轉投南明，新会一度歸回南明管轄，但永曆四年（1650年）十一月初二，清朝的尚可喜及耿繼茂重奪廣東，新会才正式納入清朝版图。
永曆八年，南明安西王李定國接连三次攻打新会城，围攻新會城八個月之久，城中糧盡，守城清军吃城内居民充饥，到十二月初，吃掉居民近萬人，其后章京鰲拜率八旗军赶到，以火箭大破象阵，李定國败走。康熙元年（1662年）清廷為防沿海居民接濟明朝遺臣鄭成功，下令遷海，沿海居民需向內陸遷徙50里，加上實施海禁，新会受嚴重影響。後來廣東巡撫王來任、廣東總督周有德請求復界，到康熙八年（1669年）朝廷允許馳禁，居民陸續遷回。康熙五十七年，清政府設置崖门炮臺，嘉庆十四年（1809年）迁至现址。第一次鴉片戰爭时，由于炮臺火力威猛，守卫森严，以致英军不敢攻打，而转攻虎门。咸丰四年（1854年），新会天地会首领陈松年、吕萃俊率领红巾军响应太平天国在江门起事，史称狗山起事，不费一兵一卒占领江门。围困新会城六十日之久，两广总督叶名琛派兵前来镇压，起事最终失败。光绪二十八年（1902年），根据中英《續議通商行船條約》第十六条规定，江门开辟为通商口岸，并於两年后正式通商。

### 民國以後

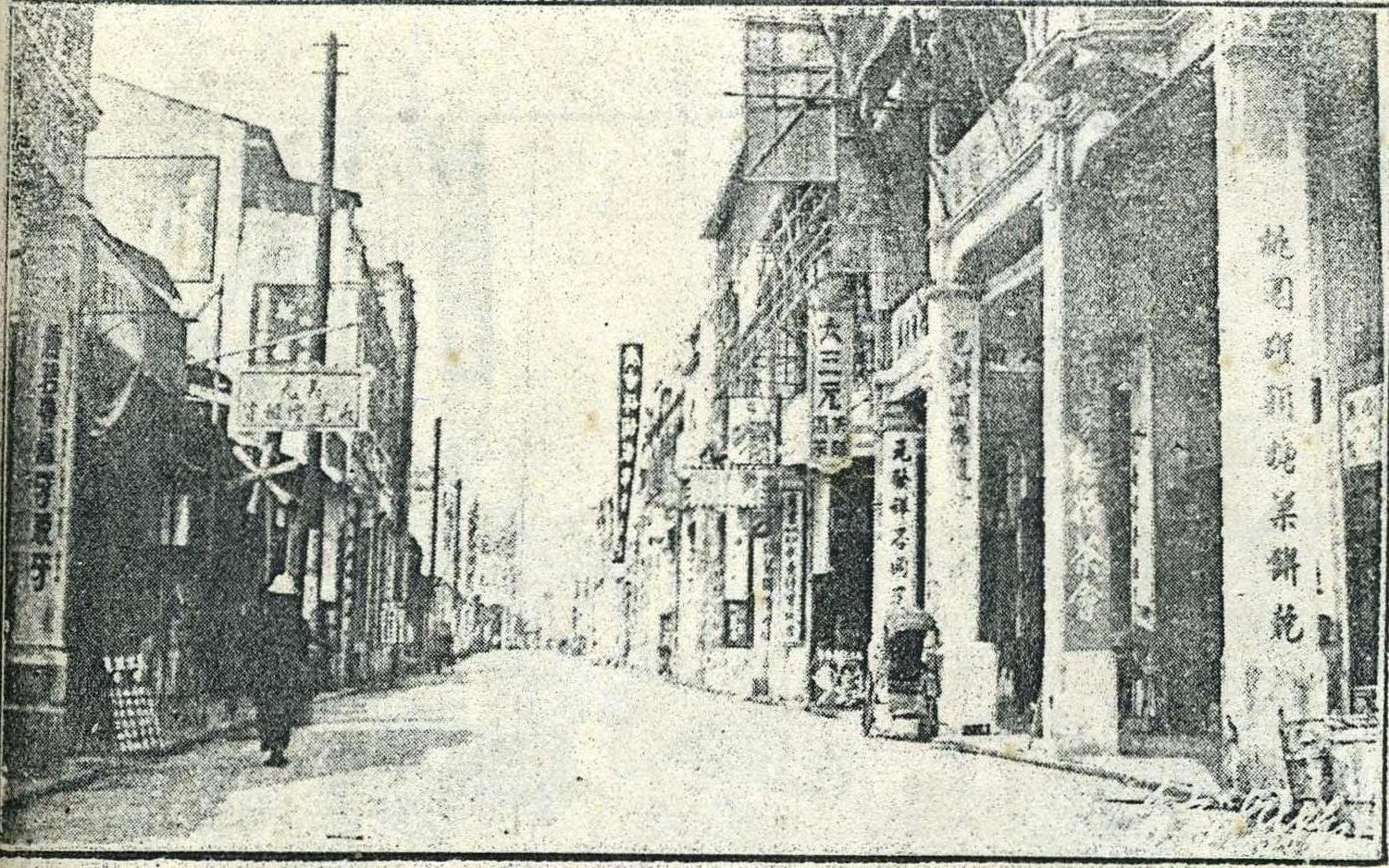
1933年的大新路

1911年10月武昌起義成功后，黄明堂、黄梓等人在杜阮領兵起義，率领民军進攻会城，於11月10日和平光復新会。新会境內在清末開始修築新宁铁路；民国时又修筑新鹤、江佛等多条公路交汇在縣城東北10公里的江门镇，新会縣城的交通樞紐地位逐漸由江门鎮取代，江门的快速發展，並於1925年11月26日正式脫離新会獨立成市，直到1931年2月26日才复归新会管辖。
抗日戰爭爆發以後，日軍於1939年3月28日，派出南支派遣軍藤田旅团2800人从鹤山杰洲登陆入侵新会。國民革命軍進行了頑強的抵抗，但因军备落后，最終失守。4月2日，日军太田部队攻入会城，不久之后，新会全境大部分地區淪陷，县政府流亡到双水豪山张将军家庙，1945年8月15日，日本宣布無條件投降後，派出一三○师团参谋长吉村芳次等人在台山公益胥山中学向六十四军投降，新会正式光复。 1945年11月至1949年秋的國共內戰期間，中共武裝組織曾多次對新会縣的國民黨軍隊的發動偷袭。1949年10月24日，中國人民解放軍第十五军第四十五师和平占领縣城会城，中華民國國軍潰逃。自此，中國共產黨及其創立的中華人民共和國政府開始了在新会縣的統治。

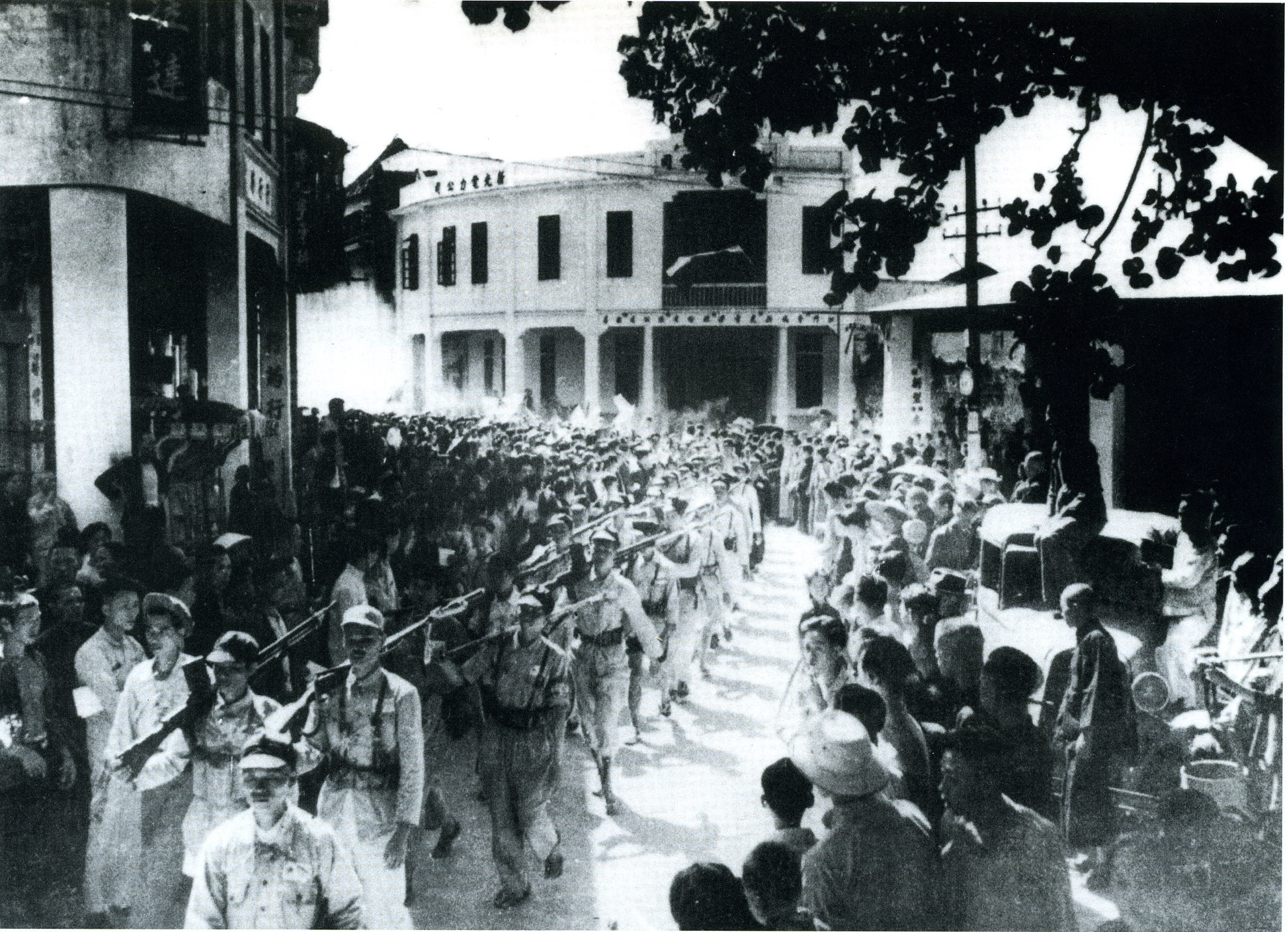
中國人民解放軍粵中縱隊進駐江門镇的情形

中華人民共和國成立後，新会縣曾分別屬珠江專區、粵中行政區、佛山專區、江门專區、肇庆专区、佛山地區、江门市管轄。1965年7月19日，新会县划出东南部上横、西安等地与中山县斗门、乾务、白蕉等地合设斗门县。1992年10月8日經中國國務院批准，新会撤縣设市，為省直辖縣級市，由广东省政府委托江门市代管。1951年1月12日江门重新设市，之后半个世纪新会劃出外海、潮连、礼乐、棠下、杜阮、荷塘等镇歸江门市管辖，1977年新會縣外海公社及荷塘公社的潮連島劃歸江門市， 1984年正式設立江門市郊區，1994年蓬江區設立，下轄堤東、倉後、沙仔尾、北街、江南5个街道辦事處。1992年江門高新區成立，後來2013年設為江海區。到2000年，潮连由镇改潮連街道辦事處。到2002年9月成为江门市一个市辖区。